# Dakar Rally
Dakar Rally (tidligere Paris-Dakar Rally) er et offroad-rally, som oprindeligt blev kørt fra Paris i Frankrig til Dakar i Senegal. Det har været afholdt siden 1978. Der deltager både biler, motorcykler og lastbiler. Ruten er varierende.
Ofte er de deltagende køretøjer specialbyggede til løbet. Dette skyldes i høj grad, at der skal foretages meget kørsel i ørken med deraf følgende sandstøv og porøst underlag.
Dakar Rally 2009 blev som det første ikke afholdt i Europa og Afrika, men var af sikkerhedsmæssige årsager flyttet til Argentina og Chile, hvor også Dakar Rally 2010 og Dakar Rally 2011 blev afholdt.